# Genua (stad)
Genua (Italiaans: Genova, Ligurisch: Zena) is een stad in Noordwest-Italië, ten zuidwesten van Milaan, aan de Ligurische Zee. Het is de hoofdstad van de regio Ligurië. Genua telt circa 600.000 inwoners en is met de haven van Genua de grootste havenstad van Italië en na Marseille de tweede haven aan de Middellandse Zee.

## Geschiedenis

### Vroege middeleeuwen
Genua was reeds ten tijde van het Romeinse Rijk een belangrijke vlootbasis.
Na de val van het Romeinse Rijk kreeg de stad talloze overheersers (o.a. Oostgoten, Byzantijnen en vanaf 774 het Frankische Rijk). In 843 kwam de stad in Midden-Francië te liggen. Dit rijk werd twaalf jaar later gesplitst en Lodewijk II van Italië werd koning van Italië en keizer. In 879 werd Karel III de Dikke koning van Italië. Drie jaar later werd hij ook koning en keizer van Oost-Francië (en ook West-Francië in 884). Vanaf 888 begon een periode van grote instabiliteit in Italië, tot keizer Otto I Italië binnenviel, tot koning van Italië werd gekroond en de orde herstelde. De reële macht van de koning van Italië en van de Oost-Frankische keizer zou in de volgende eeuwen echter verschrompelen.

### Opkomst van de Republiek Genua
In de elfde eeuw wisten de kooplieden en burgerij van Genua een stadsrepubliek te maken. De Compagna Communis ("Gemeenschappelijke Compagnie") werd opgericht, een handelsbondgenootschap van alle edelen van de in de nabijheid gelegen valleien. Dit geldt als ontstaan van de Republiek Genua. In het eerste kwart van de elfde eeuw werkte Genua samen met Pisa om het westelijk Middellandse Zeegebied te heroveren op de Arabieren. Dit zorgde voor de Genuese heerschappij op Corsica en Sardinië.
Als een van de Maritieme republieken, (de andere waren Venetië, Pisa en Amalfi) bereikte Genua grote macht en rijkdom: het bezat Ligurië, het zuiden van Piëmont en talrijke gebieden overzee, waaronder Corsica, Elba, delen van Sardinië en kolonies in de Levant, aan de Zwarte Zee, op Cyprus en in Noord-Afrika.
Keizer Lotharius III, de laatste "koning van Italië" (1125-1137) was ook Duits keizer (1133-1137), maar ondertussen lag de macht in Noord-Italië duidelijk bij de stadstaten. In Genua lag de lokale macht bij de consuls die door de lokale elite zelf aangesteld werden. De Heilige Roomse Keizers bleven zich echter bemoeien met de Italiaanse zaken. Dit eindigde in 1176, wanneer de eerste Lombardische Liga, waarin Genua zich met andere Noord-Italiaanse steden had verenigd, de Heilige Roomse Keizer Keizer Frederik I Barbarossa overwon in de Slag bij Legnano. Zo konden de Noord-Italiaanse steden zich definitief loswrikken van het Heilige Roomse Rijk.
In de eeuw die volgde werd de Republiek Genua een belangrijke macht, zeker nadat het de concurrerende zeemogendheid Pisa in 1284 versloeg tijdens de Slag bij Meloria. Rond 1300 bereikte de republiek het toppunt van haar macht. Venetië, een andere concurrent, bleek meer weerstand te bieden. Tussen 1257 en 1381 vocht Genua talrijke oorlogen uit met Venetië. Uit deze tijd dateren ook de colleges, die in 1471 leidden tot de oprichting van de Università degli Studi di Genova oftewel Universiteit van Genua.
Een nieuw hoogtepunt van zijn macht als financiële en zeevarende mogendheid bereikte Genua tegen het einde van de vijftiende en in de zestiende eeuw. In die tijd kwamen op basis van een verordening van de Senaat van Genua de Strade Nuove met de Palazzi dei Rolli tot stand. Het ging hier om een destijds in Europa uniek publiek/privaat samenwerkingsproject. In de schitterende barokke en renaissance palazzi, rijk voorzien van fresco’s en ornamenten, bevinden zich ook thans representatieve kantoren van ondernemingen en banken. Het complex van nieuwe straten (Strade Nuove) staat thans op Werelderfgoedlijst van Unesco.
In 1451 werd de beroemdste Genuees geboren: de ontdekkingsreiziger Christoffel Columbus.

### Neergang
De opkomst van het Turkse Rijk in de vijftiende eeuw betekende het verlies van de oostelijke gebieden. In dezelfde eeuw werd de stad getroffen door de pest. Het door interne twisten geplaagde Genua kwam vervolgens afwisselend in handen van Frankrijk en Milaan.
In de zeventiende en vooral de achttiende eeuw ging het steeds minder goed met de stad. Zo werd de stad in 1684 door een Franse vloot gebombardeerd. Na het bombardement stond nog een derde van de stad overeind. In 1768 moest Genua zijn enige overblijvende overzeese bezitting, Corsica, verkopen aan Frankrijk.

### Napoleon
In 1797 werd de stad door Napoleon Bonaparte veroverd en omgevormd tot de Ligurische Republiek. In 1804 werd de Republiek Genua hersteld maar het Congres van Wenen verenigde Genua in 1815 met Piëmont-Sardinië, dat in 1860 opging in het moderne Italië.

### Moderne tijd
In 1922 werd in Genua de Conferentie van Genua gehouden. In 2001 was Genua het toneel van een G8-topconferentie, die zo'n 200.000 tegendemonstranten aantrok en uitliep op een bloedige veldslag tussen politie en demonstranten. In 2004 was Genua samen met Rijsel de culturele hoofdstad van Europa.

## Bestuurlijke indeling

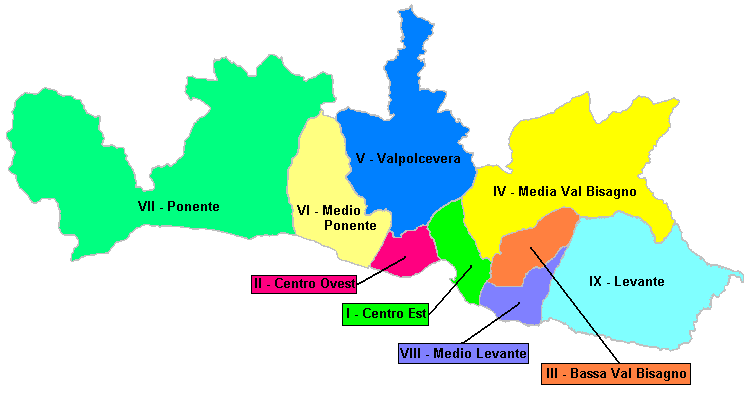
De negen municipi van Genua

De stad Genua is ingedeeld in negen municipi (administratieve districten) conform de beslissing van de gemeenteraad in 2007. Elke municipio heeft de bevoegdheden van een circoscrizione.
| Municipio         | Bevolking (in % van het totaal) | Quartieri of wijken                                                                                                 |
| ----------------- | ------------------------------- | --- |
| Centro-Est        | 91.402 (15,0%)                  | Prè, Molo, Maddalena, Oregina, Lagaccio, San Nicola, Castelletto, Manin, San Vincenzo, Carignano                    |
| Centro-Ovest      | 66.626 (10,9%)                  | Sampierdarena, Belvedere, Campasso, San Bartolomeo, San Teodoro, Angeli                                             |
| Bassa Val Bisagno | 78.791 (12,9%)                  | San Fruttuoso, Sant’Agata, Marassi, Quezzi, Fereggiano, Forte Quezzi                                                |
| Media Val Bisagno | 58.742 (9,6%)                   | Staglieno, Molassana, Sant'Eusebio, Montesignano, Struppa                                                           |
| Valpolcevera      | 62.492 (10,3%)                  | Rivarolo, Borzoli Est, Certosa, Teglia, Begato, Bolzaneto, Morego, San Quirico, Pontedecimo                         |
| Medio Ponente     | 61.810 (10,1%)                  | Sestri Ponente, Borzoli Ovest, San Giovanni Battista, Cornigliano, Campi, Calcinara                                 |
| Ponente           | 63.027 (10,3%)                  | Voltri, Crevari, Pra', Palmaro, Ca’ Nuova, Pegli, Multedo, Castelluccio                                             |
| Medio Levante     | 61.759 (10,1%)                  | Foce, Brignole, San Martino, Chiappeto, Albaro, San Giuliano, Lido, Puggia                                          |
| Levante           | 66.155 (10,8%)                  | Sturla, Quarto dei Mille, Quartara, Castagna, Quinto al Mare, Nervi, Apparizione, Borgoratti, San Desiderio, Bavari |

## Cultuur

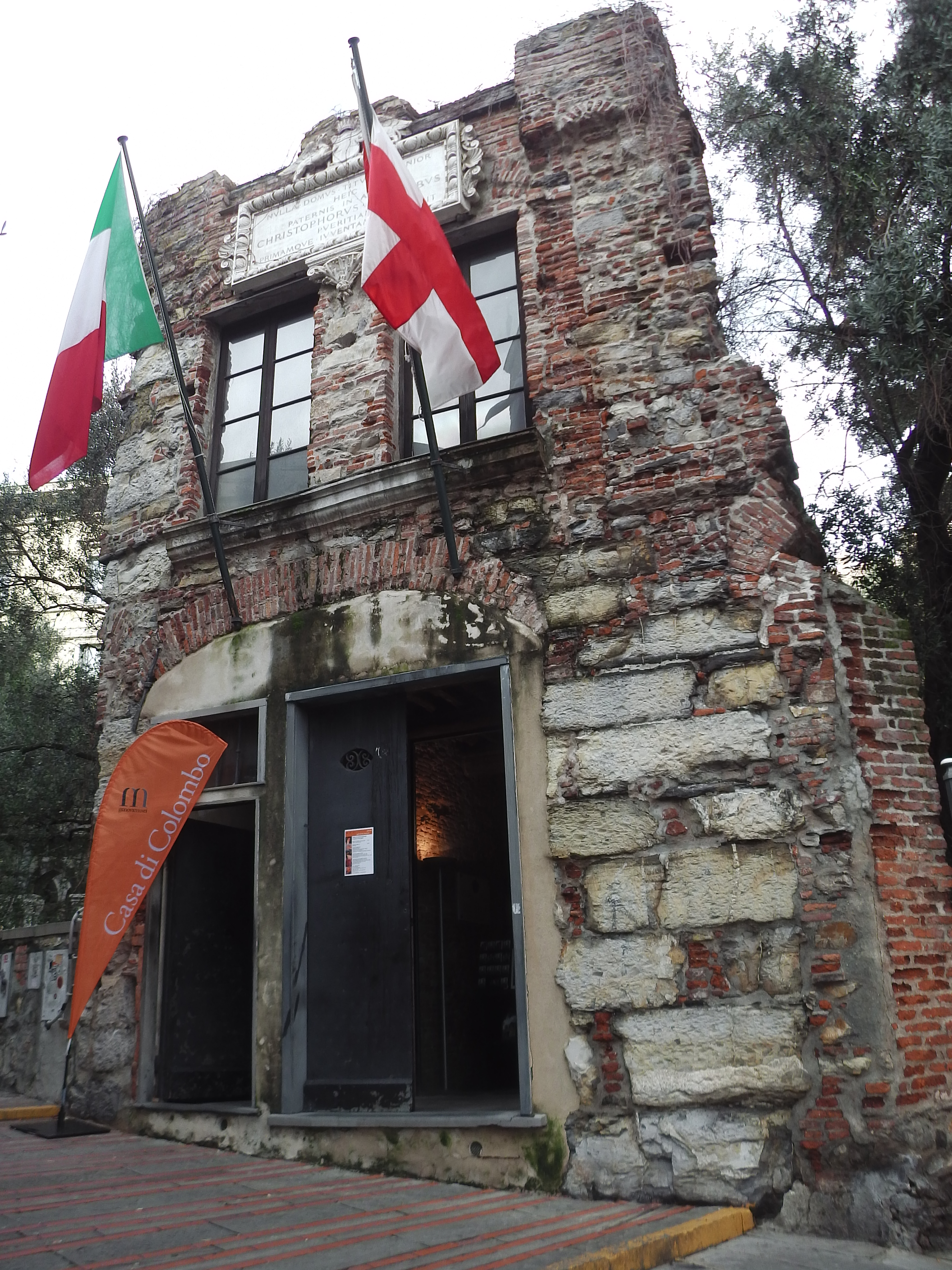
Casa di Cristoforo Colombo

### Bezienswaardigheden

#### Belangrijkste monumenten en gebouwen
- Monumentale begraafplaats van Staglieno
- Palazzo Ducale (Hertogelijk Paleis) (13e eeuw)
- Villa del Principe
- Palazzi dei Rolli (UNESCO Werelderfgoed)
  - Palazzo Reale (Koninklijk Paleis) (1643)
  - Palazzo Bianco
  - Palazzo Rosso
  - Palazzo Doria Tursi
  - Nog eens 106 middeleeuwse en renaissancepaleizen die in de 16e eeuw tot het Palazzi dei Rolli-systeem behoorden
- Le Strade Nuove ((UNESCO Werelderfgoed))
  - Via Garibaldi
  - Via Cairoli
  - Piazza della Nunziata
  - Via Balbi

- Teatro Carlo Felice
- La Lanterna (1543)
- Porto Antico (Oude Haven)
- Palazzo San Giorgio (1260)
- Casa di Cristoforo Colombo (Het huis van Christoffel Columbus)
- Torre degli Embriaci
- Ascensore di Castelletto (jugendstijl lift met uitzicht op de oude stad)
- Circuit van art-nouveaugebouwen
  - Piazza De Ferrari
  - Via XX Settembre
  - Via Cesarea
- Funicolare del Righi en Forten van Genua
- Villa Durazzo Pallavicini in Pegli
- Villa Brignole Sale Duchessa di Galliera in Voltri
- Ponte San Giorgio (2020), de nieuwe brug sinds het instorten van de brug Ponte Morandi (1967-2019)

#### Kathedraal, basilieken en kerken
- Kathedraal van Sint-Laurentius (1118)
- Helige Mariabasiliek in Castello (Basilica di Santa Maria di Castello)
- Maria-Boodschapbasiliek in Vastato (Basilica della Santissima Annunziata del Vastato)
- Sint-Syrusbasiliek (Basilica di San Siro)
- Basiliek van de Heilige Maria van de Wijngaarden (Basilica di Santa Maria delle Vigne)
- Basiliek van de Heilige Francisus de Paola (Basilica di San Francesco da Paola);
- Basiliek van Onze Lieve Vrouwe van de Berg (Basilica di Nostra Signora del Monte)
- Maria-Tenhemelopnemingbasiliek in Carignano (Basilica di Santa Maria Assunta di Carignano
- Jezuskerk (Chiesa del Gesù e dei Santi Ambrogio e Andrea, 1589)
- Sint-Annakerk (Chiesa di Sant'Anna) en Antica Farmacia Sant'Anna (1584)
- Sint-Matteüskerk (Chiesa di San Matteo)
- Sint-Petruskerk in Banchi (Chiesa di San Pietro in Banchi)
- Sint-Donatuskerk (Chiesa di San Donato)

#### Musea en tentoonstellingen
- Aquarium
- Galata Museo del Mare
- MEI Museo Nazionale dell'Emigrazione Italiana
- Museo Nazionale dell'Antartide
- Galleria Nazionale di Palazzo Spinola
- Musei di Strada Nuova
- Museo di Storia Naturale Giacomo Doria
- Museo dell'Accademia Ligustica delle Belle Arti
- Museo d'Arte Orientale Giacomo Chiossone
- Museo Diocesano di Genova
- Museo d'Arte Contemporanea di Villa Croce
- Museo del Risorgimento e Istituto Mazziniano
- Museo dei Beni Culturali Cappuccini
- Museum Via del Campo 29 rosso
- Jazzmuseum van Genua
- Archivio Storico del Comune di Genova
- Archivio di Stato di Genova
- Musei di Nervi - Wolfsoniana
- Musei di Nervi - Raccolta Frugone
- Musei di Nervi - Galleria di Arte Moderna GAM
- Musei di Nervi - Villa Luxoro

### Sport
Genua heeft twee grote voetbalclubs: Genoa CFC en UC Sampdoria. Genoa werd door Engelsen opgericht en is de oudste club van het land. Het draagt ook nog steeds de Engelse benaming voor de stad in zijn naam. De club won negen landstitels, alle voor 1925. De club speelde tot 1995 vaak met enkele onderbrekingen in de Serie A en verdween dan twaalf jaar uit de schijnwerpers maar is inmiddels sinds 2007 weer actief op het hoogste niveau. Sampdoria ontstond in 1946 door een fusie en nam de fakkel langzaam over van Genoa al kon de club slechts één landstitel binnenhalen, in 1991.
Beide clubs spelen in het Stadio Luigi Ferraris. Tijdens de WK's voetbal van 1934 en 1990 werden in totaal vijf wedstrijden in dit stadion gespeeld.
Genua was regelmatig etappeplaats in wielerkoers Ronde van Italië. In mei 2022 was Stefano Oldani er de voorlopig laatste ritwinnaar.

## Vervoer
Genua is van oudsher een havenstad en heeft (nog steeds) de grootste haven van Italië. Bij de passagiersterminals in de oude haven meren tevens diverse cruiseschepen en veerboten aan. De stad heeft ook een eigen luchthaven op slechts een paar kilometer ten westen van het stadscentrum.
De stad heeft twee belangrijke treinstations: Genova Piazza Principe ten westen van het stadscentrum, bij de haven en universiteit en Genova Brignole ten oosten van het centrum, bij het zakendistrict. De twee hoofdstations staan met elkaar in verbinding door een treintunnel. Hiernaast bezit de stad sinds 1990 een metrolijn tussen de noordwestelijke buitenwijk Rivarolo Ligure via Piazza Principe en Piazza De Ferrari in het centrum naar Station Brignole. 
Het stadsvervoer wordt verzorgd door vervoersmaatschappij AMT. Deze onderhoudt de bus- en metrodiensten in Groot-Genua en is daarmee ook verantwoordelijk voor de funiculare en de smalspoorlijn Genove-Casello.
De bussen in Genua zijn te herkennen aan hun oranje-grijze kleurcombinatie en vormen een spil in het openbaarvervoernet. De belangrijkste buslijnen doen het zakendistrict en de belangrijkste stations aan. De kleine buslijnen ontsluiten de heuvelachtige buitenwijken.
De stad is een knooppunt in het Italiaanse autosnelwegnetwerk. De stad wordt doorkruist door drie autosnelwegen die alle drie Genua als een van de eindpunten hebben en in de stad aan elkaar gekoppeld zijn, de A7 naar Milaan, de A10 naar de Franse grens en de A12 naar Rome. De A26 sluit even ten westen van de stad aan op de A10.
Op 14 augustus 2018 werd Genua getroffen door de instorting van een deel van de Ponte Morandi, hetgeen 43 doden tot gevolg had. De Ponte Morandi was een voor lokale en nationale verbindingen belangrijke verkeersbrug, onderdeel van de A10 vlak na de verkeerswisselaar met de A7. Op 3 augustus 2020 werd een nieuwe brug, de Ponte San Giorgio, officieel in gebruik genomen.

## Stedenbanden
- Buenos Aires (Argentinië)
- Marseille (Frankrijk)

## Galerij

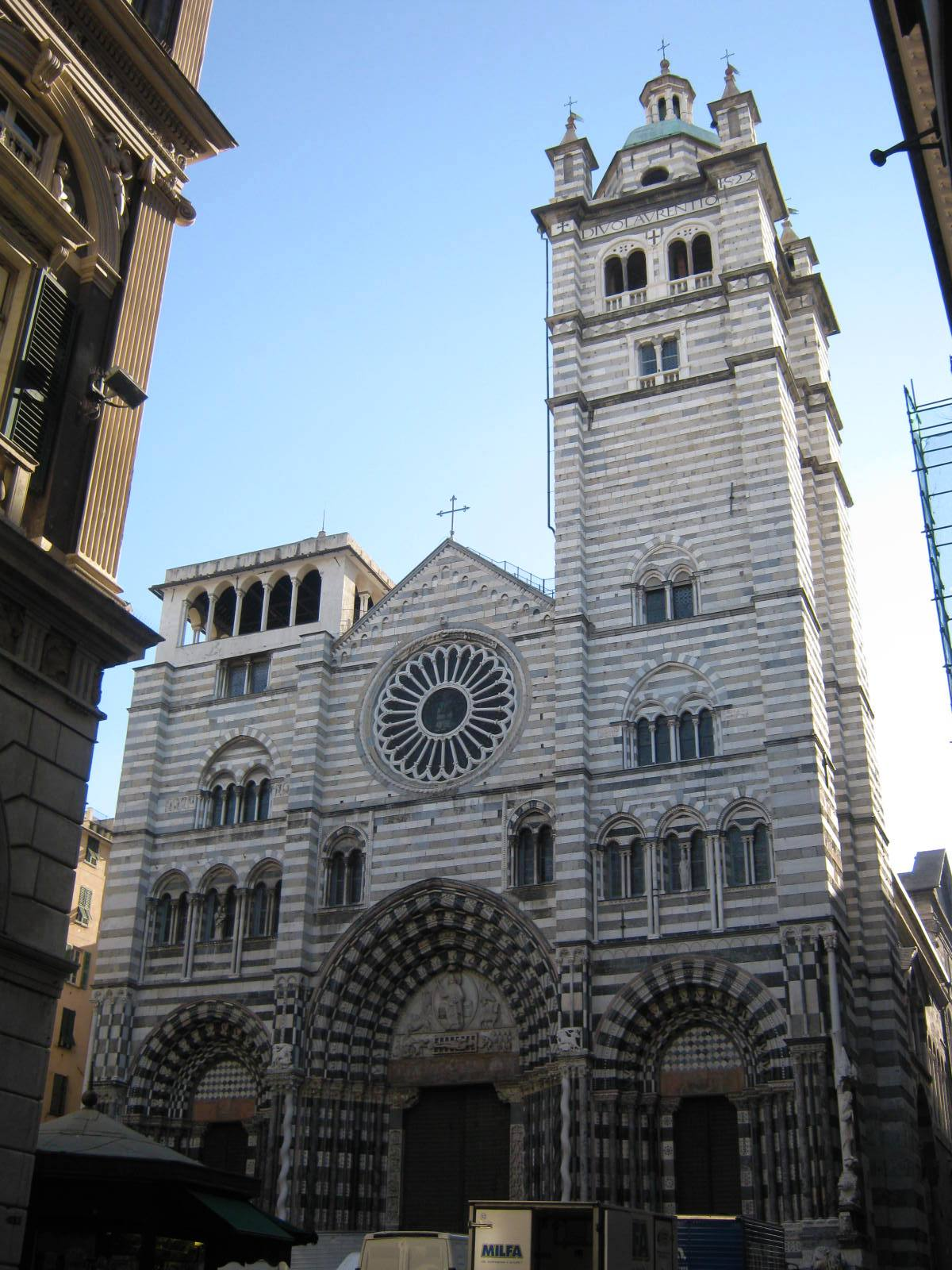
Kathedraal San Lorenzo
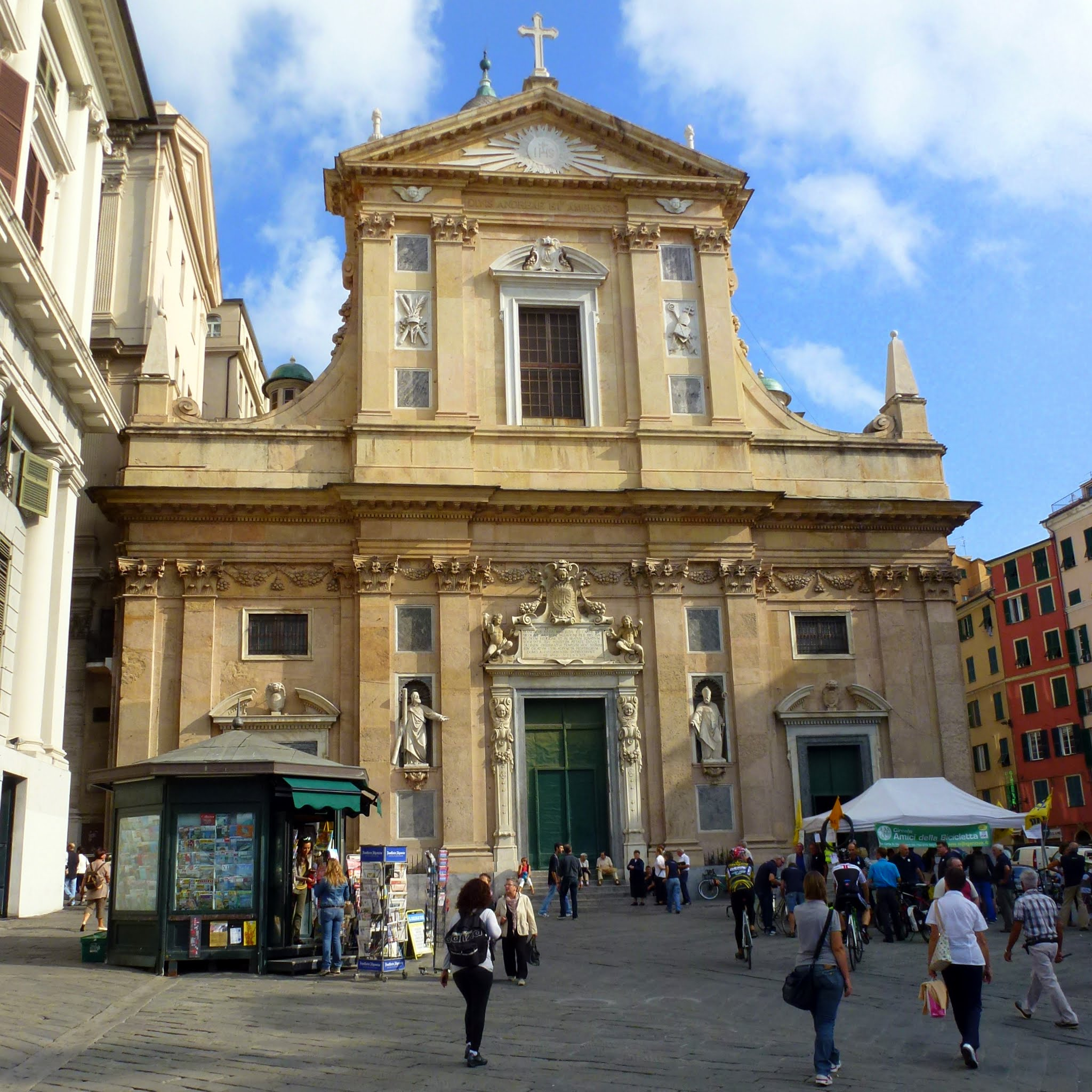
Katholieke kerk Gesù e dei Santi Ambrogio e Andrea
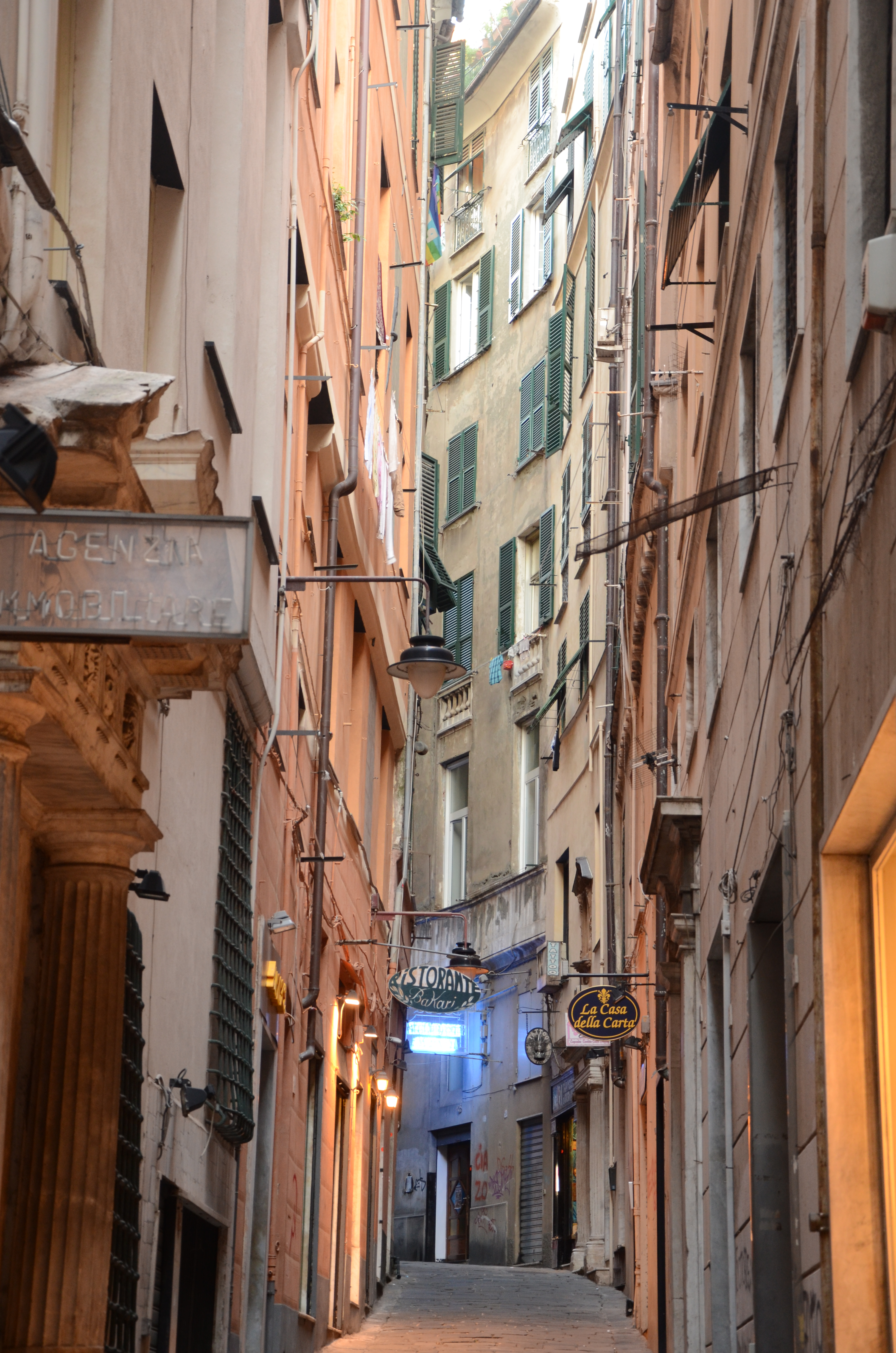
Karakteristieke nauwe straatjes van Genua
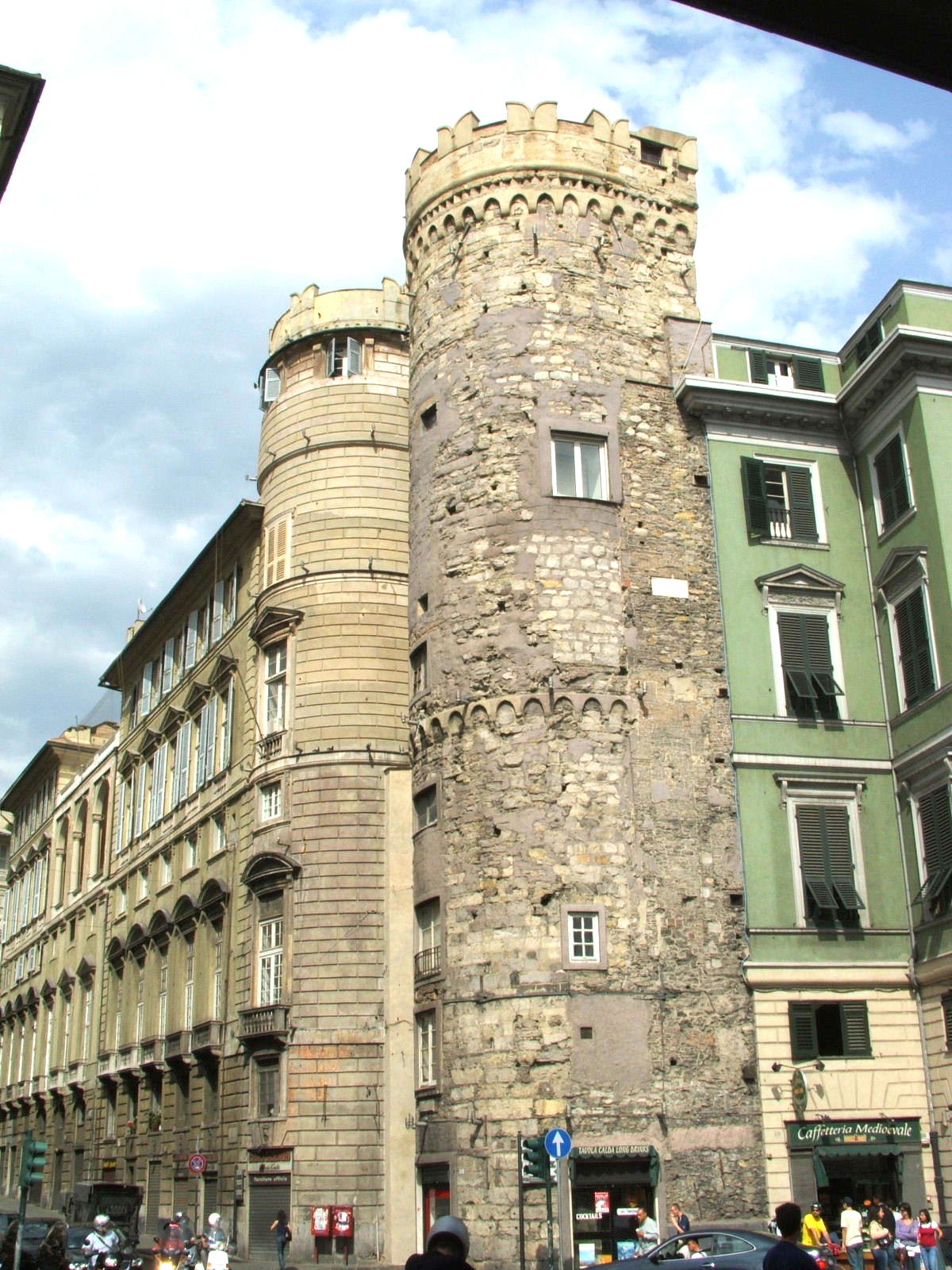
Porta dei Vacca
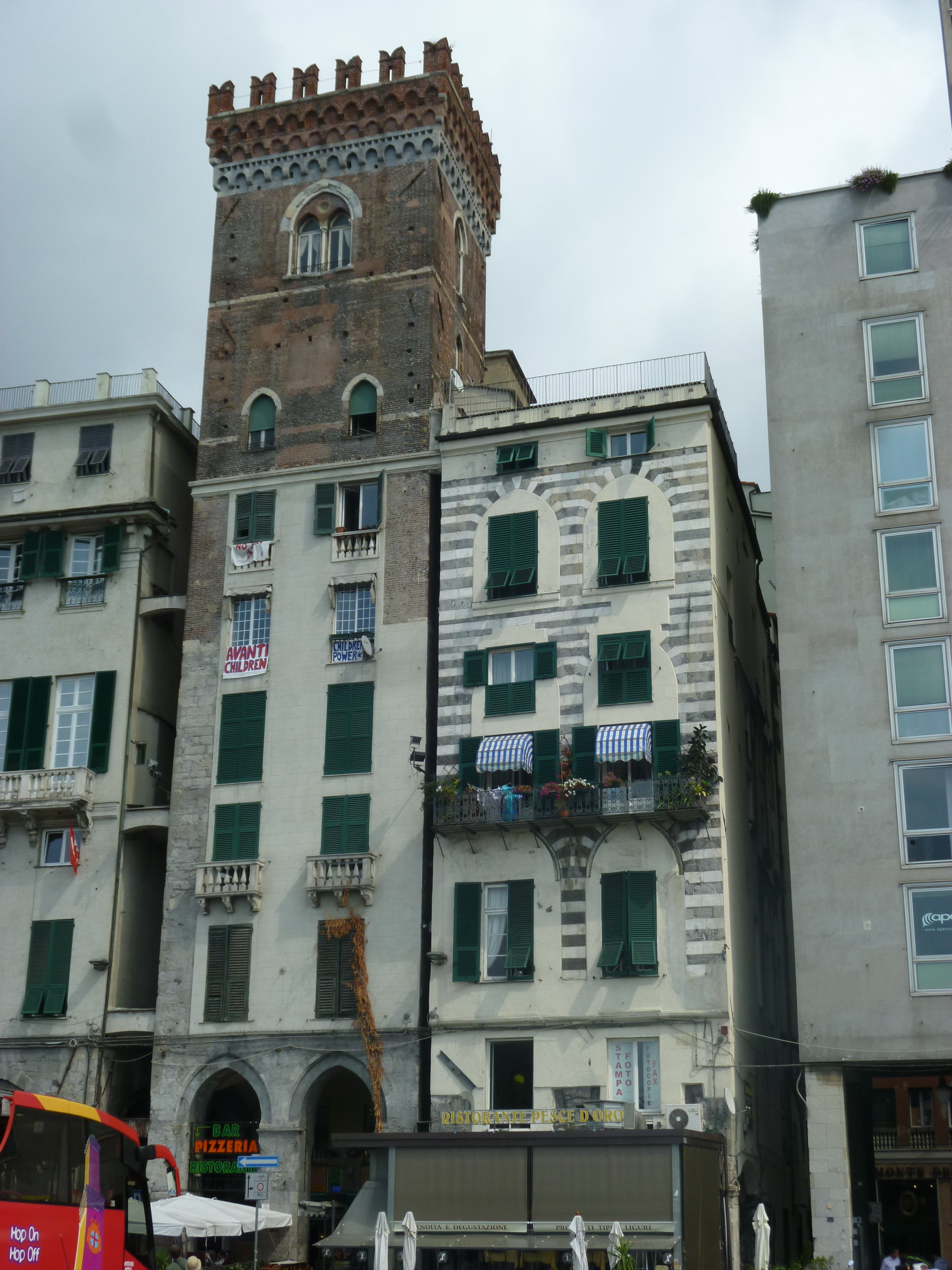
Toren aan de Piazza Caricamento
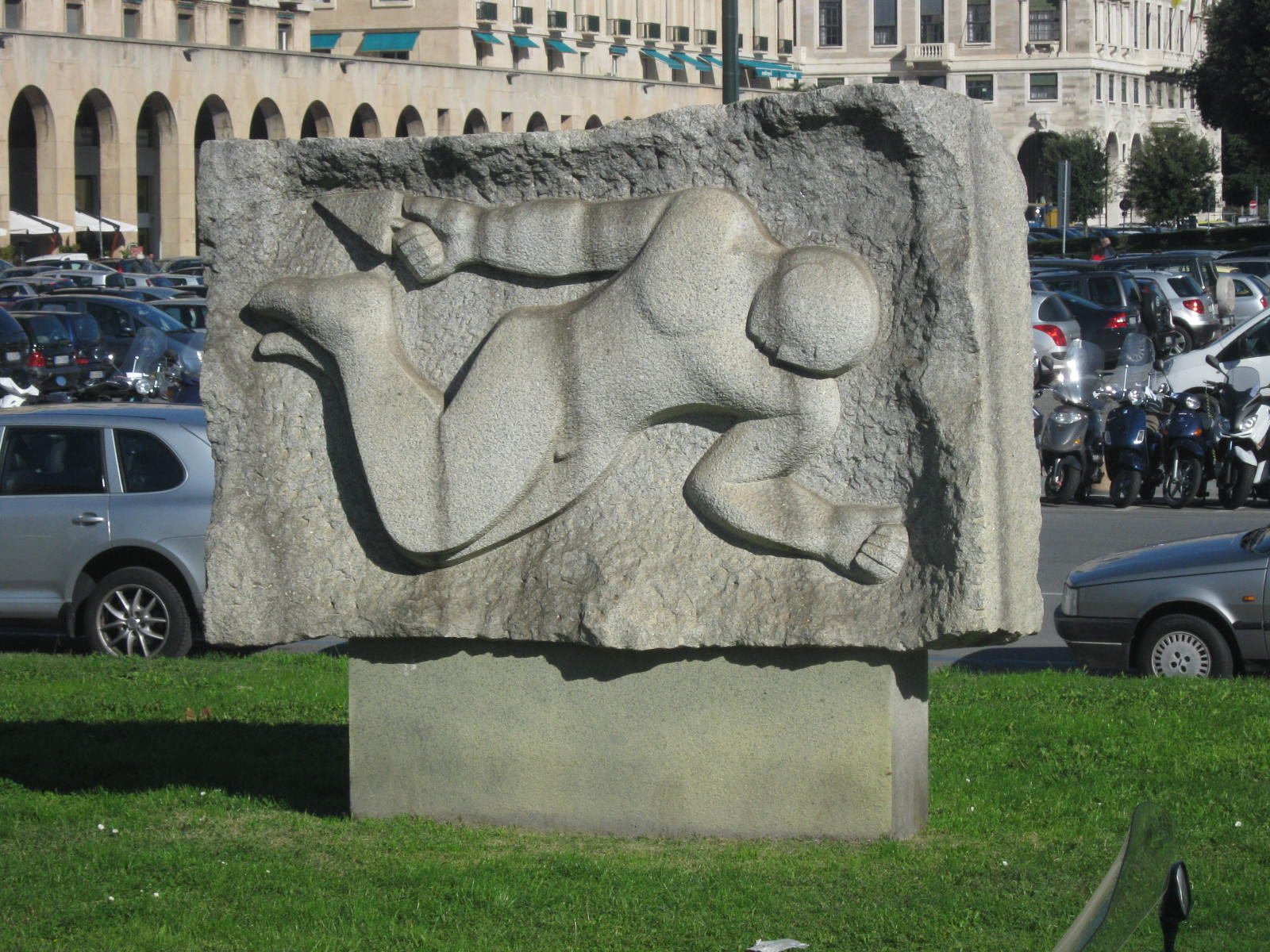
Monument op het plein Piazza della Vittoria
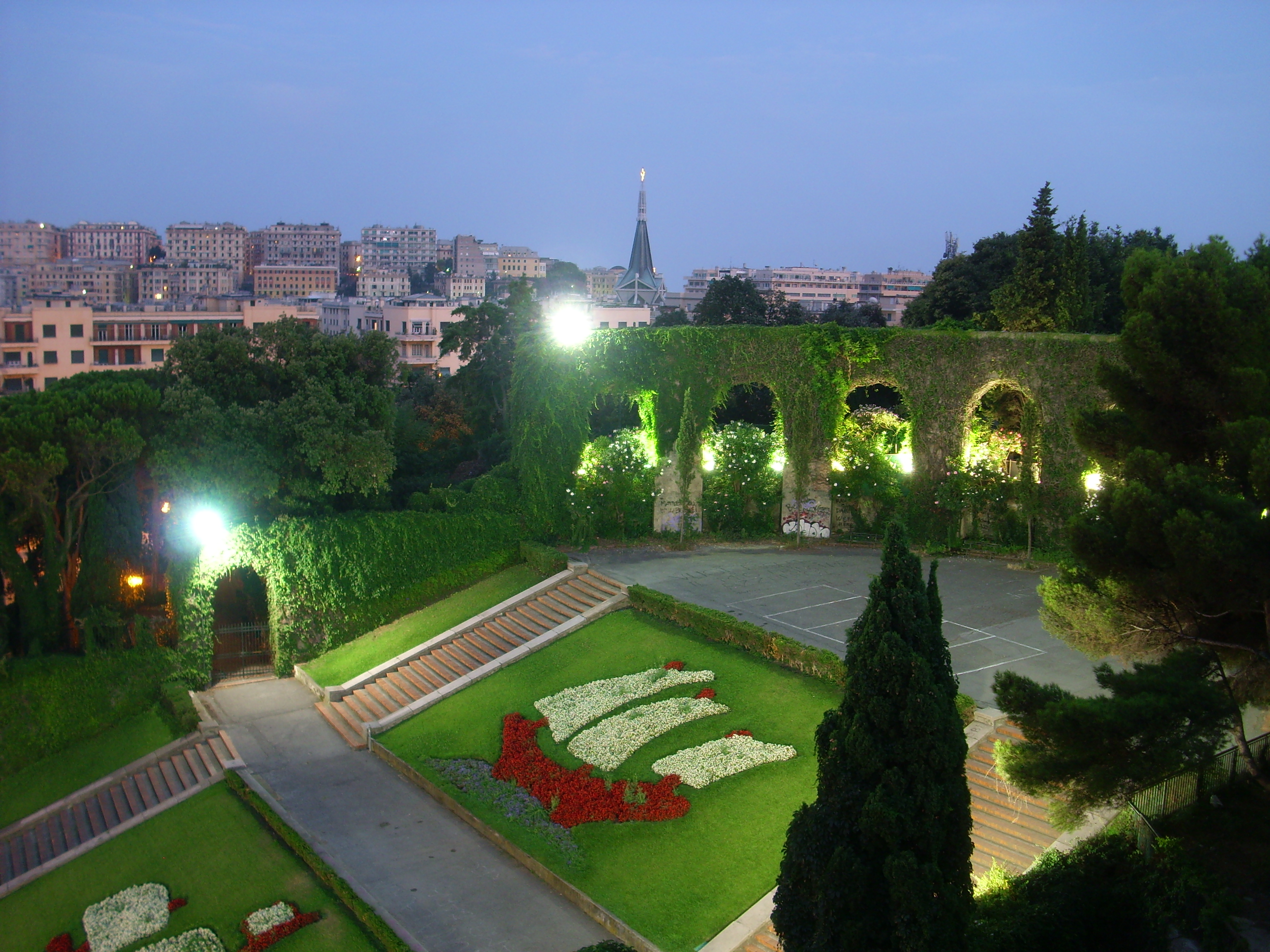
De Scalinata delle Caravelle (trap van Karvelen) aan het Piazza della Vittoria
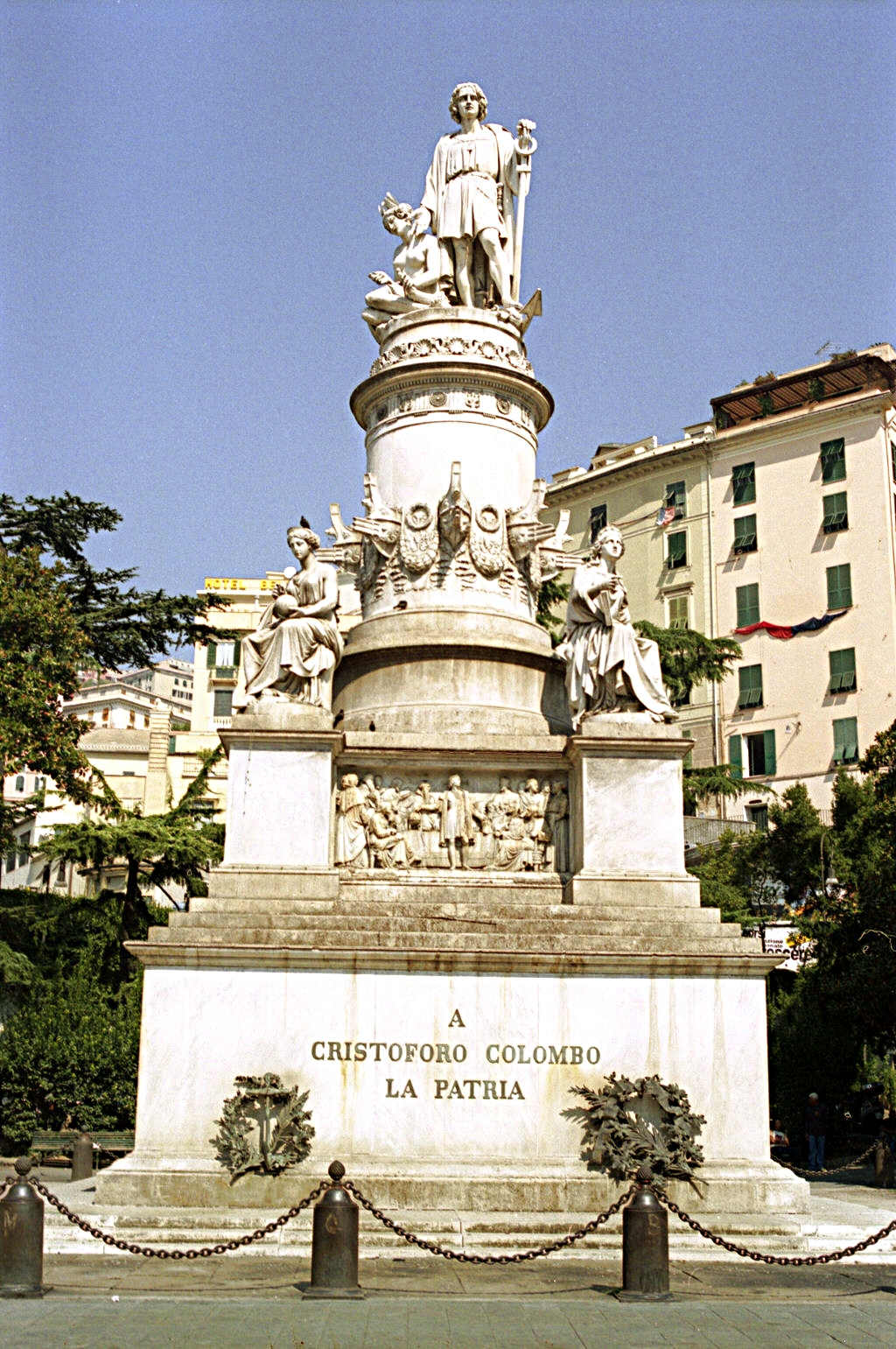
Columbus-monument
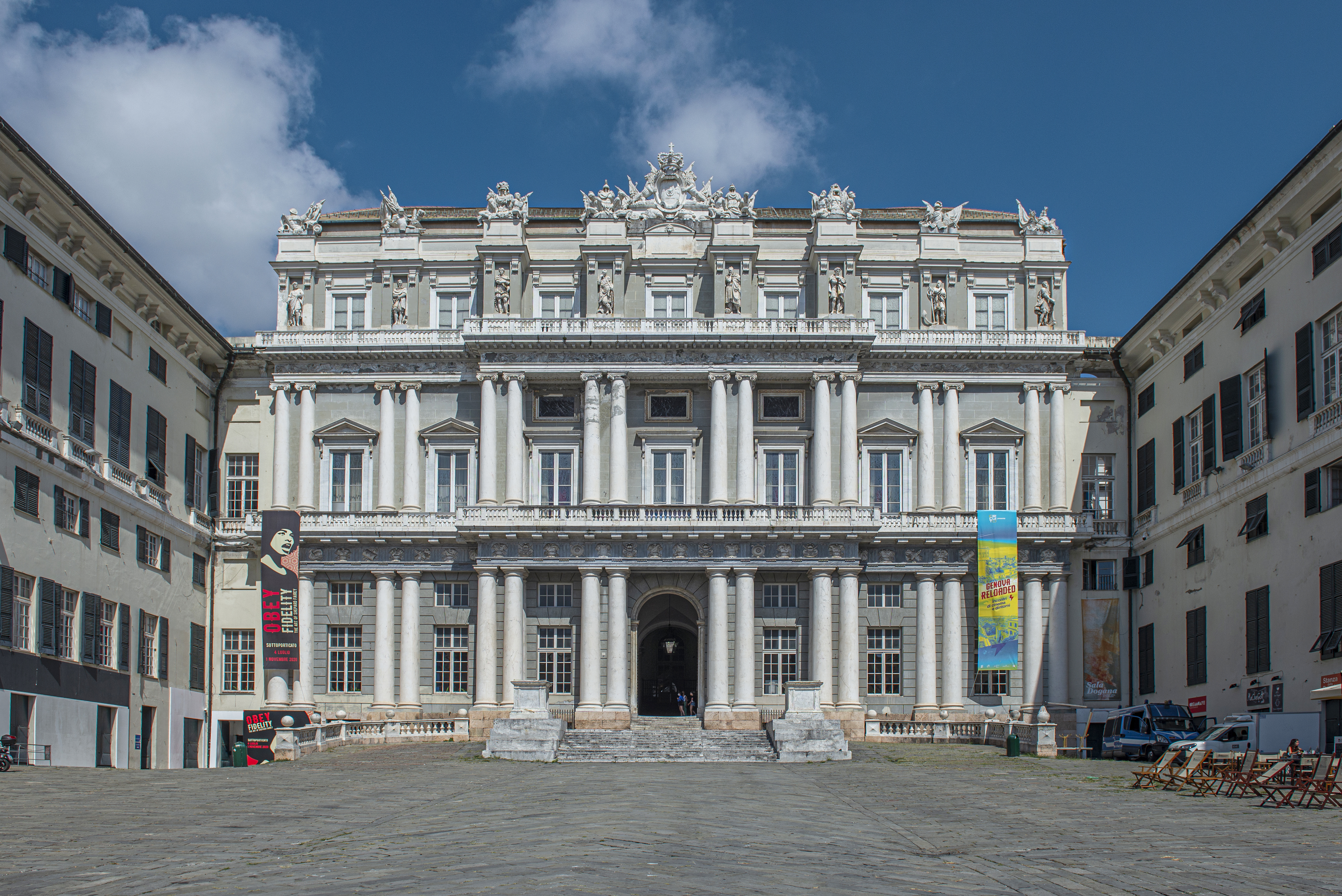
Museum Palazzo Ducale Fondazione
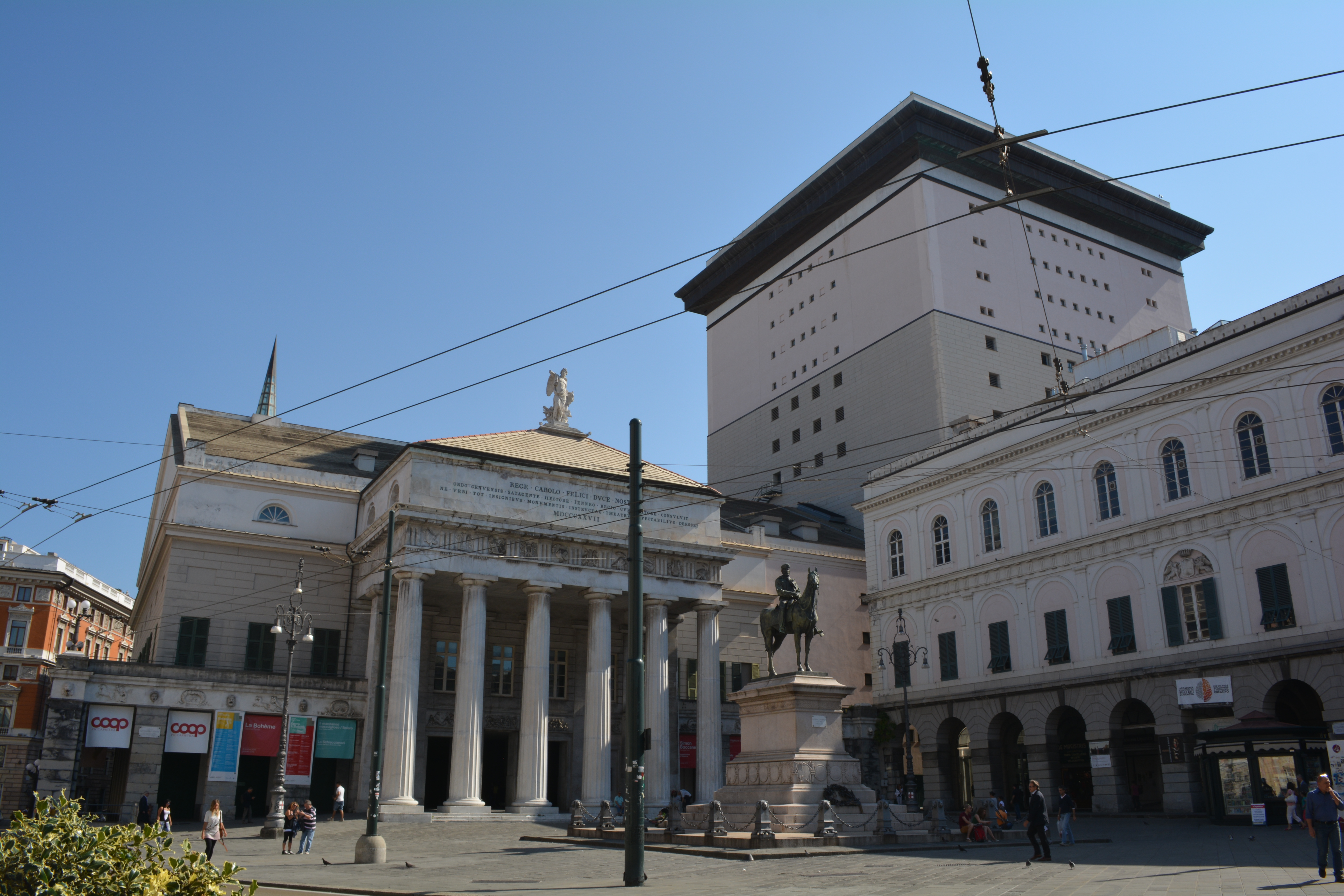
Concertgebouw Teatro Carlo Felice
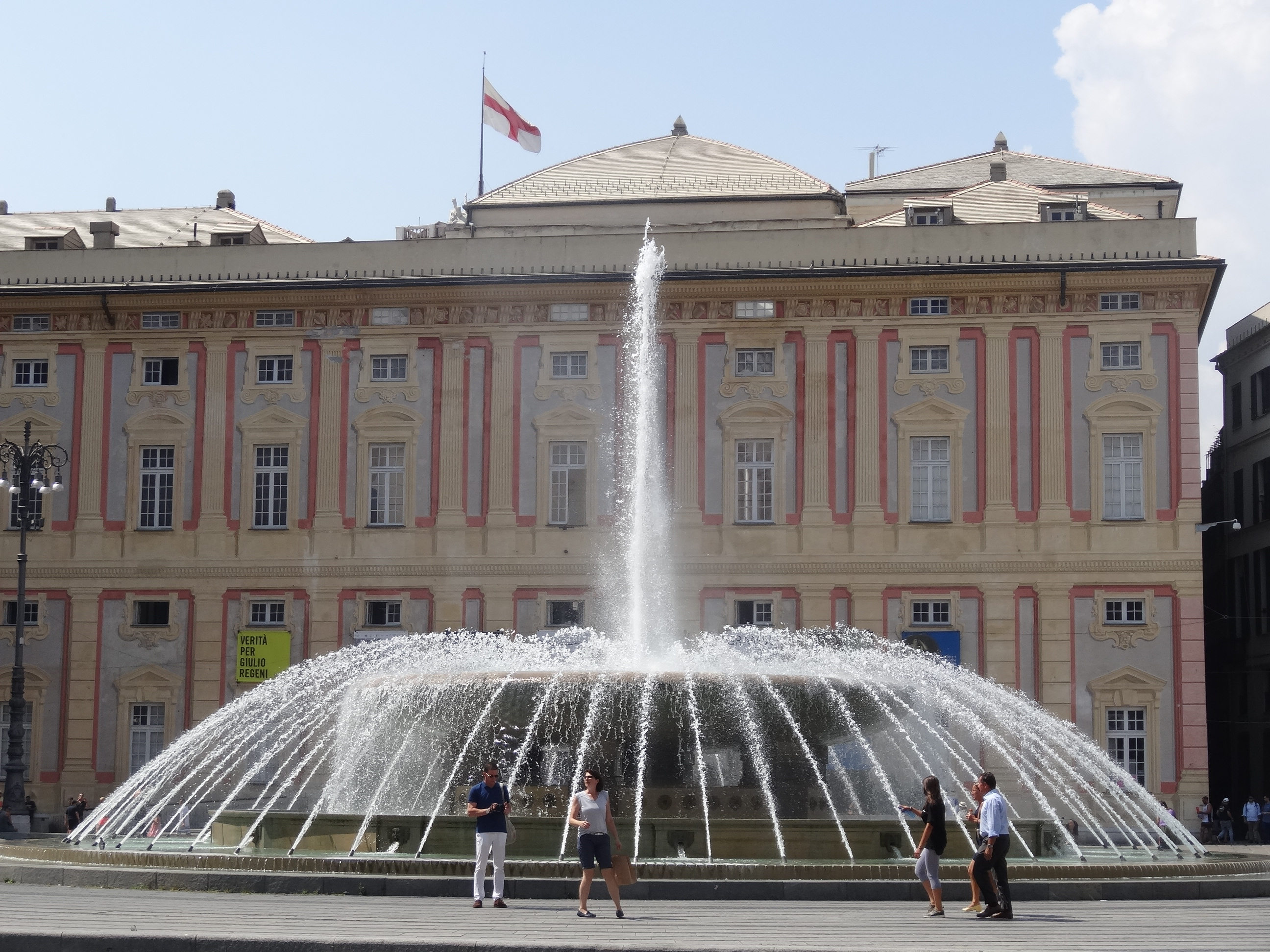
Fontein aan de Piazza Raffaele De Ferrari
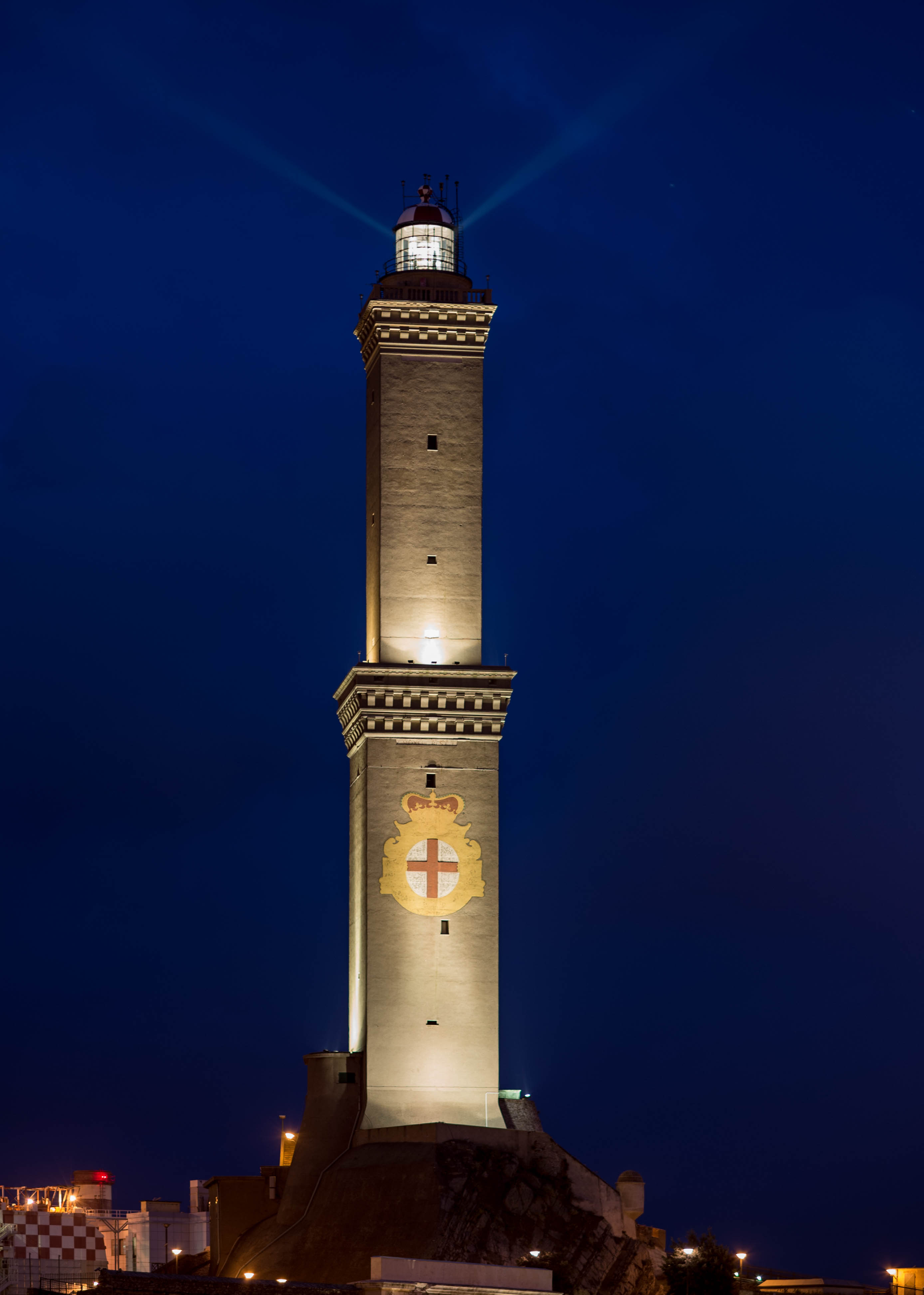
De vuurtoren La Lanterna van Genua
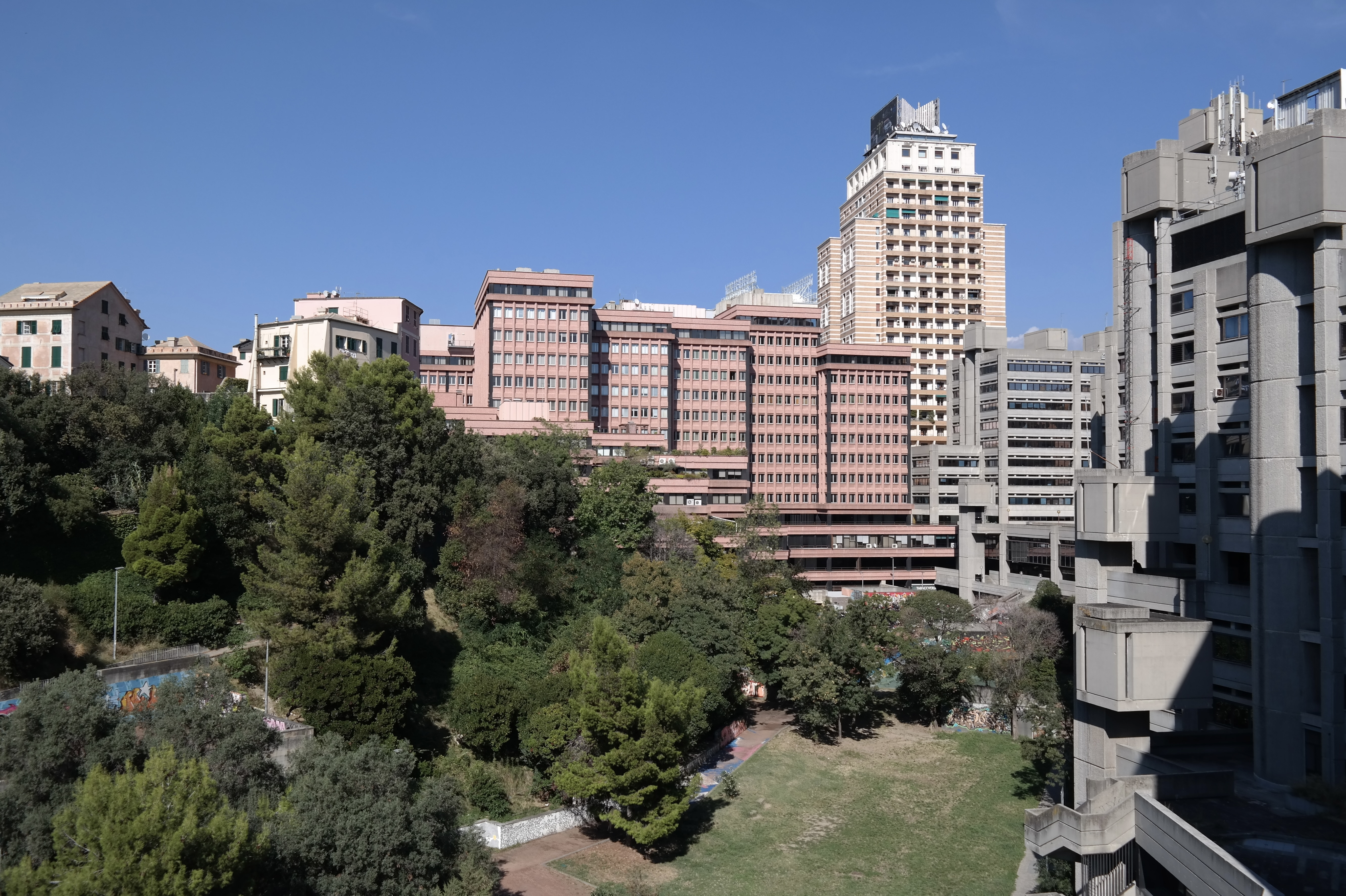
Giardini Baltimora met o.a. vroege wolkenkrabber Torre Piacentini (1940) en brutalistische kantoorgebouwen van de regionale overheid